# Lithophane georgii
Lithophane georgii är en fjärilsart som beskrevs av Augustus Radcliffe Grote 1875. Lithophane georgii ingår i släktet Lithophane och familjen nattflyn. Inga underarter finns listade i Catalogue of Life.